# Paul Philipp
Paul Philipp (Luxemburg, 21 oktober 1950) is een voormalig voetballer uit Luxemburg, die na zijn actieve loopbaan naam maakte als bondscoach van het Luxemburgs voetbalelftal. Hij geeft sinds 14 februari 2004 leiding aan de Luxemburgse voetbalbond.

## Interlandcarrière
Philipp speelde – inclusief B-interlands – 55 wedstrijden voor de nationale ploeg in de periode 1968-1982. Hij maakte zijn debuut op 20 november 1968 in de vriendschappelijke wedstrijd in Kopenhagen tegen Denemarken, die met 5-1 werd verloren. Zijn 55ste en laatste interland speelde Philipp op 27 april 1982 tegen de Franse amateurploeg. Hij heeft vier interlanddoelpunten achter zijn naam staan.

## Trainerscarrière
Na zijn actieve loopbaan stapte hij in het trainersvak. Hij trad in 1985 aan als bondscoach van de nationale ploeg, die hij zestien jaar onder zijn hoede had. Onder zijn leiding speelde Luxemburg 87 interlands. Daar zaten drie overwinningen bij; tegen Tsjechië en Malta (twee keer). Philipp werd opgevolgd door de Deen Allan Simonsen.

## Scheidsrechterscarrière
Philipp was in de jaren tachtig ook actief als (inter)nationaal voetbalscheidsrechter.

## Erelijst
Avenir Beggen
- Luxemburgs landskampioen

1969, 1984
- Beker van Luxemburg

1984
- "Monsieur Football"

1969